# Giordana (EP Giordana Angi)
Giordana è il secondo EP della cantautrice italiana Giordana Angi, pubblicato il 10 novembre 2023.

## Descrizione
A un anno di distanza dal terzo progetto Questa fragile bellezza, Angi pubblica il secondo EP in studio Giordana rafforzando la collaborazione internazionale con il produttore Martin Kierszenbaum, arrivando a comporre oltre 48 brani, selezionandone infine cinque.

## Promozione
Il primo singolo estratto dall'album, Photo, è stato pubblicato il 1º settembre 2023 per il mercato francese. Successivamente le quattro versioni del singolo sono state pubblicate il 19 ottobre 2023: italiano Foto, inglese Picture, francese Photo, spagnolo Foto. Il secondo singolo estratto, Con questa luce è stato pubblicato il 10 novembre 2023 in concomitanza con l'uscita dell'EP. Il terzo singolo estratto è Ritorno sempre a te, uscito il 5 gennaio 2024.

## Tracce

### Giordanaversione italiana
1. Foto – 3:08
2. Classico – 2:37
3. Ritorno sempre a te – 3:15
4. Mi ami sì – 2:58
5. Con questa luce – 3:13

### Giordanaversione francese
1. Photo – 3:08
2. Notre temps – 2:37
3. À côté de moi – 3:15
4. Dis mois que oui – 2:58
5. Danser – 3:13

### Giordanaversione spagnola
1. Foto – 3:08
2. Ámame – 2:37
3. Vacía – 3:15
4. Si lo Ves Así – 2:58
5. Fuegos Artificiales – 3:13

### Giordanaversione inglese
1. Picture – 3:08
2. Show Me Love – 2:37
3. Embers – 3:15
4. Same – 2:58
5. Ecstatic – 3:13